# Повіт Камікава (Тесіо)
Пові́т Каміка́ва (яп. 上川郡, かみかわぐん, МФА: [kamʲikawa guɴ]) — повіт в Японії, в окрузі Камікава префектури Хоккайдо. Входив до складу історичної провінції Тесіо.